# Henning von Melsted
Henning Finne von Melsted, född 1 juni 1875 i Klara församling, Stockholm, död 7 februari 1953 i Oscars församling, Stockholm, var en svensk advokat, författare och skulptör. Han var på sin tid en känd politisk författare och en av sin tids mest kända brottmålsadvokater. 

## Biografi
Henning von Melsted var son till grosshandlaren Theodor Finne von Melsted och Mathilda Thérése Lundstedt. Han var gift första gången 1905-1925 med Thyra Giöbel, andra gången 1927–1931 med Clara Pingel och tredje gången från 1938 med Lilly Karlsson Kropp. Han var i sitt tredje gifte far till Lillemor Melsted. 
Henning von Melsted ansågs i början av 1900-talet vara en av de mest begåvade yngre författarna och såg själv Hjalmar Söderberg som en stilistisk förebild. Han var som ung politiskt radikal, ungsocialist, pacifist och förespråkare för fri erotik. 
Han debuterade med romanen Georg Dahna 1898. 
År 1909 dömdes han till fängelse i tre månader sedan han i en broschyr om rättsfallet Birger Svahn återgav dennes "farliga" flygblad Tänk först - handla sedan som bilaga. Senare blev von Melsted mera konservativ och försvarsvänlig. 
Han var redaktör för tidningen Dagen 1914-1916 och för månadstidningen Sverige 1916.
Henning von Melsteds roman Stormtider (1903) fångade Maria von Platens intresse och de hade en intensiv kärleksrelation hösten 1903. Hjalmar Söderberg porträtterade honom elakt i Den allvarsamma leken som romanpersonen Kaj Lidner.
Som konstnär var han verksam som skulptör och ställde ut separat på bland annat Ekströms konsthall 1935. 
I Statens porträttsamling på Gripsholms slott återfinns teckning föreställande von Melsteds huvud utförd av Olga Raphael-Hallencreutz.